# فرودگاه محلی ال رنو
فرودگاه محلی ال رنو (به انگلیسی: El Reno Regional Airport) یک فرودگاه همگانی بهره‌برداری هوایی است که یک باند فرود بتن دارد و طول باند آن ۱۷۰۷ متر است. این فرودگاه در شهر ال رنو، اکلاهما کشور ایالات متحده آمریکا قرار دارد و در ارتفاع ۴۳۳ متری از سطح دریا واقع شده است.